# Imperatriza-Marija-Klasse
Die Imperatriza-Marija-Klasse (russisch Императрица Мария) war die erste Klasse von Dreadnought-Schlachtschiffen der russischen Schwarzmeerflotte im Ersten Weltkrieg. Die Schiffe, der Gangut-Klasse sehr ähnlich, waren 167,8 Meter lang, 27,3 Meter breit und 8,4 Meter tief. Sie hatten eine Wasserverdrängung von 24.000 Tonnen, eine Höchstgeschwindigkeit von 21 Knoten, und eine Hauptbewaffnung von zwölf 305-mm-Geschützen L/52 in vier Drillingstürmen. Hinzu kamen 20 130-mm-Einzelgeschütze, acht 75-mm-Geschütze und vier Torpedorohre. Die Besatzung bestand aus etwa 1.220 Mann.

## Einheiten
| Name                            | Kiellegung       | Stapellauf       | Indienststellung | Verbleib |
| ------------------------------- | ---------------- | ---------------- | ---------------- | --- |
| Imperatriza Marija              | 30. Oktober 1911 | 1. November 1913 | 6. Juli 1915     | Am 20. Oktober 1916 in Sewastopol explodiert |
| Imperatriza Jekaterina Welikaja | 30. Oktober 1911 | 6. Juni 1914     | 18. Oktober 1915 | Am 18. Juni 1918 selbstversenkt |
| Imperator Alexander III.        | 30. Oktober 1911 | 15. April 1914   | 28. Juni 1917    | Das Schiff wurde 1917 in Wolja (Freiheit) und 1920 in General Alexejew umbenannt. 1918 war es kurzfristig in deutscher Hand, wurde dann aber nach Ende des Krieges von Großbritannien beschlagnahmt und in Izmir interniert. 1919 kam das Schiff unter die Kontrolle der Weißen Russen, die es im Bürgerkrieg vor allem zum Beschießen von Stellungen der Roten Armee an der Schwarzmeerküste einsetzten. Nach dem Zusammenbruch der Weißen in Südrussland 1920 beteiligte sich das Schiff an der Evakuierung der besiegten Truppen, bevor es dann mit dem gesamten Russischen Geschwader im damals französischen Bizerta (Tunesien) interniert wurde. Mit der Anerkennung der Sowjetunion durch Frankreich im Jahre 1924 wurde das Schiff sowjetisches Eigentum, wurde dann aber als nicht mehr einsatzfähig eingeschätzt und 1936 in Frankreich verschrottet. |